# Chantada
Chantada ist ein Municipio (galicisch Concello) und zugleich Verwaltungssitz der gleichnamigen Comarca Chantada (Provinz Lugo, Autonome Gemeinschaft Galicien).

## Geografie

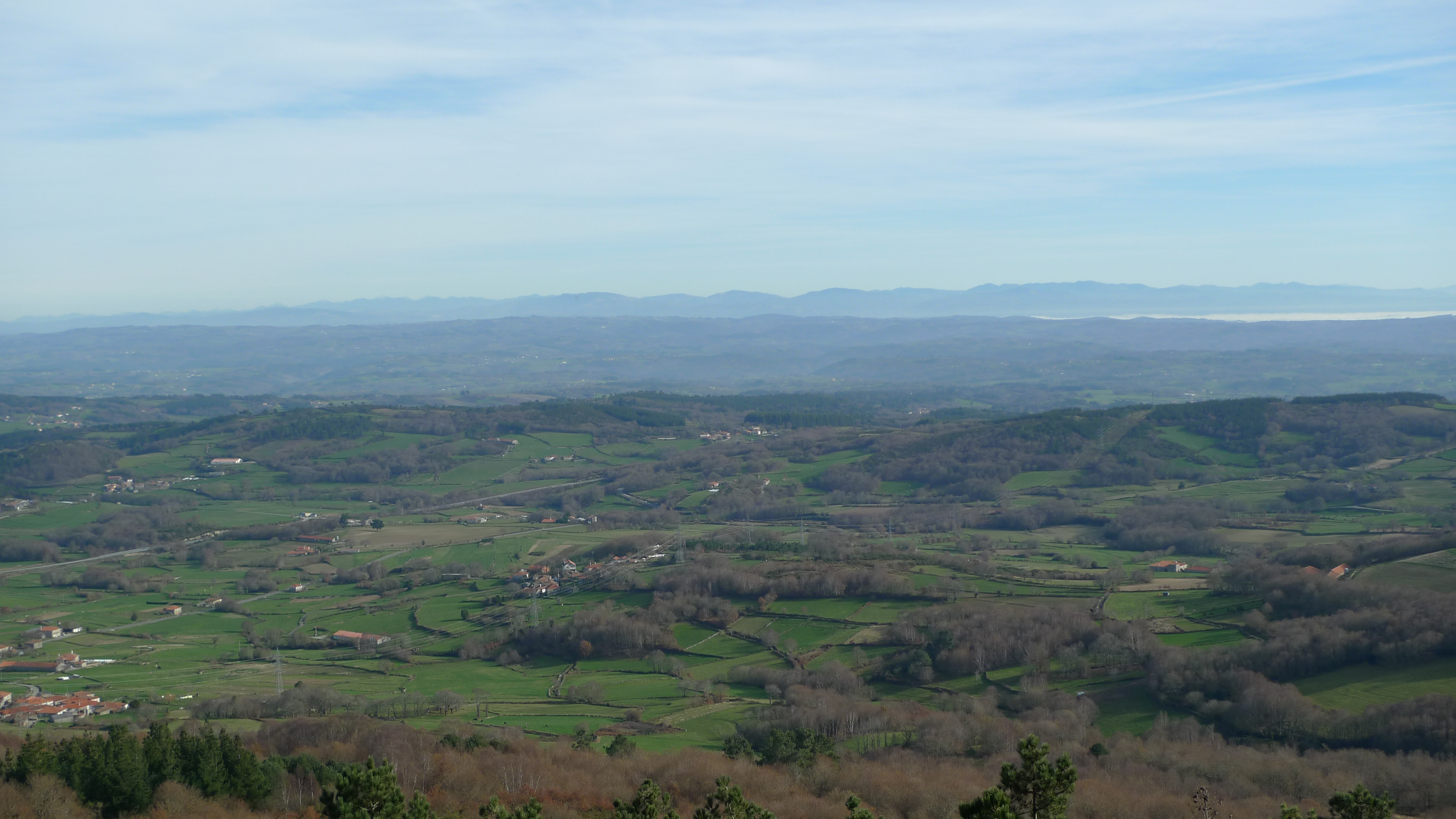
Aussicht vom Berg Faro

Im Norden Chantadas grenzt das Municipio Taboada an, im Uhrzeigersinn gefolgt von den Municipios O Saviñao, Pantón, Carballedo und Rodeiro, letzteres der Provinz Pontevedra zugehörig. Die höchste Erhebung ist der Berg Faro mit 1.187 m ü.NN. Besondere Bedeutung für Chantada genießt die Region Ribeira Sacra, bekannt durch das gleichnamige Weinbaugebiet. Nennenswerte Gewässer sind der angrenzende Río Miño, der Río Asma und der Río Enviande.
In Chantada endet die in Monforte de Lemos beginnende A-72.

## Bevölkerungsentwicklung der Gemeinde
Quelle: INE-Archiv – grafische Aufarbeitung für Wikipedia
Im Jahr 1900 wurden in der Gemeinde knapp über 15.000 Einwohner gezählt. 1981 waren es immer noch knapp 14.500 Einwohner. Seither hat die Einwohnerdichte weiter abgenommen.

## Gemeindegliederung
Die Gemeinde Chantada ist in 36 Parroquias gegliedert:
| Parroquias           | Patrozinium    | Einwohner 2024 | Fläche km² | Dichte Einw./km² | Höhe msnm | Ortskennzahl |
| -------------------- | -------------- | -------------- | ---------- | ---------------- | --------- | ------------ |
| Adá                  | Santa Baia     | 98             | 7,22       | 14               | 649       | 27016010000  |
| A Grade              | San Vicente    | 41             | 2,66       | 15               | 582       | 27016020000  |
| Arcos                | Santa María    | 104            | 6,81       | 15               | 627       | 27016030000  |
| Argozón              | San Vicente    | 144            | 7,40       | 19               | 693       | 27016040000  |
| Belesar              | San Bartolomeu | 26             | 0,42       | 62               | 210       | 27016090000  |
| Bermún               | Santa María    | 33             | 5,04       | 7                | 680       | 27016100000  |
| Brigos               | San Salvador   | 107            | 6,03       | 18               | 565       | 27016110000  |
| Camporramiro         | Santa María    | 115            | 4,19       | 27               | 548       | 27016120000  |
| Chantada             |                | 4.558          | 3,21       | 1.420            | 481       | 27016000100  |
| Esmeriz              | Santa Mariña   | 29             | 3,64       | 8                | 613       | 27016140000  |
| Esmoriz              | San Xillao     | 49             | 1,05       | 47               | 589       | 27016150000  |
| Fornas               | San Cristovo   | 96             | 2,30       | 42               | 563       | 27016160000  |
| A Laxe               | San Xoán       | 161            | 11,80      | 14               | 648       | 27016170000  |
| Líncora              | San Pedro      | 162            | 4,08       | 40               | 506       | 27016180000  |
| Mariz                | San Martiño    | 138            | 5,74       | 24               | 530       | 27016190000  |
| O Mato               | San Xillao     | 81             | 7,34       | 11               | 550       | 27016200000  |
| Merlán               | San Tomé       | 155            | 5,00       | 31               | 535       | 27016210000  |
| O Monte              | San Miguel     | 61             | 5,22       | 12               | 729       | 27016220000  |
| Mouricios            | San Cristovo   | 52             | 3,78       | 14               | 616       | 27016230000  |
| Muradelle            | San Paio       | 137            | 5,92       | 23               | 565       | 27016240000  |
| Nogueira de Miño     | Santa María    | 77             | 10,82      | 7                | 397       | 27016250000  |
| Pedrafita            | Santa Baia     | 64             | 5,30       | 12               | 504       | 27016260000  |
| Pereira              | San Mamede     | 70             | 5,02       | 14               | 657       | 27016270000  |
| Pesqueiras           | Santa María    | 73             | 3,30       | 22               | 564       | 27016280000  |
| Requeixo             | Santiago       | 121            | 9,68       | 13               | 703       | 27016290000  |
| Sabadelle            | Santa María    | 133            | 5,49       | 24               | 547       | 27016300000  |
| San Fiz de Asma      | San Fiz        | 166            | 4,80       | 35               | 530       | 27016060000  |
| San Pedro de Viana   | San Pedro      | 54             | 1,75       | 31               | 590       | 27016320000  |
| San Salvador de Asma | San Salvador   | 290            | 6,77       | 43               | 0         | 27016070000  |
| San Xurxo de Asma    | San Xurxo      | 202            | 2,18       | 93               | 0         | 27016360000  |
| Santa Cruz de Viana  | Santa Cruz     | 41             | 2,88       | 14               | 544       | 27016330000  |
| Santa Uxía de Asma   | Santa Uxía     | 99             | 5,89       | 17               | 655       | 27016080000  |
| Santiago de Arriba   | Santiago       | 49             | 2,47       | 20               | 378       | 27016050000  |
| A Sariña             | San Vicente    | 24             | 1,15       | 21               | 509       | 27016350000  |
| Veiga                | San Xoán       | 63             | 2,53       | 25               | 209       | 27016310000  |
| Vilaúxe              | San Salvador   | 133            | 7,84       | 17               | 566       | 27016340000  |

## Wirtschaft
| Ackerbau, Viehzucht und Fischerei                                                  | 0491  | 015,67 |
| Industrie                                                                          | 0271  | 08,65  |
| Bauwirtschaft                                                                      | 0259  | 08,27  |
| Dienstleistungsbetriebe                                                            | 2.112 | 067,41 |
| Total                                                                              | 3.133 | 100,00 |
| * Daten aus dem Statistischen Amt für Wirtschaftliche Entwicklung in Galicien, IGE |       |        |

## Sport
Der 1970 gegründete Fußballverein SD Chantada (Sociedad Deportiva Chantada) spielt in der Gruppe Nord der galicischen Regionalliga. Heimatstadion ist das Campo Municipal Sangoñedo.

## Söhne und Töchter
- Francisco González Rodríguez (* 1944), Bankier und Manager
- Roberto Fernández Alvarellos (* 1979), Fußballspieler
- Fran Vázquez (* 1983), Basketballspieler